# Mordechai (Vorname)
Mordechai ist ein männlicher Vorname.

## Herkunft und Bedeutung
Die genaue Herkunft des Namens Mordechai, hebräisch מָרְדֳּכַי mårdåḵaj, ist unbekannt. Vermutlich leitet er sich vom Gottesnamen Marduk ab.

## Verbreitung
Der Name מָרְדֳּכַי mårdåḵaj hat sich in Israel unter den beliebtesten 50 Namen etabliert. Im Jahr 2020 belegte er Rang 36 der Hitliste.

## Varianten
- Dänisch: Mordokaj
- Deutsch: Mordechaj, Mardochai
- Englisch: Mordecai, Mordicai, Mordokhay
- Französisch: Mardochée
- Griechisch: Μαρδοχαῖος Mardochaîos
- Hebräisch: מָרְדֳּכַי mårdåḵaj
  - Diminutiv: מוטי mōtî
- Italienisch: Mardocheo
- Jiddisch
  - Diminutiv: מאָטל mʾåtel, Motel, מאָטקע mʾåtqeʿ, Motke
- Latein: Mardocheus
- Portugiesisch: Mardoqueu
- Rumänisch: Mardoheu
- Spanisch: Mordoqueo
- Tschechisch: Mordechaj
- Türkisch: Mordekay
- Ungarisch: Márdokeus

## Namensträger
- Mordechai, israelitischer Rückkehrer aus dem Babylonischen Exil
- Mordechai, biblischer Mann im Buch Ester
- Mordechai Altschuler (1932–2019), polnisch-israelischer Historiker
- Mordechai Ben David (* 1951), populärer Musiker des orthodoxen Judentums, „König der jüdischen Musik“, Chasan
- Mordechai Ben-Ari (* 1948), israelischer Hochschullehrer und Autor
- Mordechai J. Bereisch (1895–1976), Rabbiner
- Mordechai Breuer (1918–2007), israelischer Historiker
- Mordechai Breuer (1921–2007), israelischer Rabbiner
- Mordechai Comtino, Talmudist und Mathematiker
- Mordechai Dubin (1889–1956), lettischer Politiker, Mitglied der Saeima
- Mordechai Ehrenpreis (1869–1951), Rabbiner, Schriftsteller, Übersetzer
- Mordechai Eliasberg (1817–1889), russischer Rabbiner
- Mordechai Elijahu (1929–2010), israelischer Großrabbiner
- Mordechai Finzi (1440–1475), italienischer Mathematiker und Astronom
- Mordechai Schlomo Friedman (1891–1971), US-amerikanischer Rabbiner und Boyaner Rebbe von New York
- Mordechai Gichon (1922–2016), israelischer Berufssoldat und Archäologe
- Mordechai Gur (1930–1995), israelischer Generalstabschef und Politiker
- Mordechai Halberstadt (1686–1769), deutscher Rabbiner
- Mordechai ben Hillel († 1298), deutscher Rabbiner
- Mordechai Hod (1926–2003), israelischer Luftwaffenoffizier, Generalmajor
- Mordechai Isch Schalom (1901–1991), israelischer Politiker
- Mordechai Jaffé (1740–1813), deutscher Rabbiner
- Mordechai Jaffe († 1612), jüdischer Gelehrter, Gaon, Rabbiner, Rosch-Jeschiwa und Dezisor
- Mordechai M. Kaplan (1881–1983), US-amerikanischer Rabbiner, Begründer des Rekonstruktionismus
- Mordechai Kremnitzer (* 1948), israelischer Jurist und emeritierter Professor der Juristischen Fakultät der Hebrew Universität Jerusalem
- Mordechai Lador (* 1923), israelischer Diplomat
- Mordechai Josef Leiner (1802–1854), polnischer Rabbiner, chassidischer Gelehrter und Gründer der Izhbitza-Radzyn dynasty des Chassidismus
- Mordechai Limon (1924–2009), israelischer Marinebefehlshaber
- Mordechai Maklef (1920–1978), israelischer Generalstabschef der Streitkräfte und Manager
- Mordechai Meisel (1528–1601), jüdischer Bankier, Philanthrop und Ältester der jüdischen Gemeinde in Prag
- Mordechai Namir (1897–1975), israelischer Politiker
- Mordechai Naor (* 1934), israelischer Historiker, Journalist, Rundfunkintendant, Schriftsteller
- Mordechai Narkiss (1898–1957), israelischer Kunsthistoriker
- Mordechai Immanuel Noah (1785–1851), US-amerikanisch-jüdischer Journalist, Publizist, Diplomat und Philanthrop
- Mordechai Nurock (1884–1962), lettisch-israelischer Politiker, Mitglied der Saeima, Mitglied der Knesset
- Mordechai Oren (1905–1985), israelischer Journalist und Politiker
- Mordechai Palzur (* 1929), israelischer Diplomat
- Mordechai Papirblat (1923–2022), polnisch-israelischer Überlebender und Zeitzeuge des Holocaust
- Mordechai Piron (1921–2014), israelischer Oberrabbiner und Generalmajor
- Mordechai Rachamim (* 1946), israelischer Flugsicherheitsbegleiter
- Mordechai Rodgold (* 1964), israelischer Diplomat
- Mordechai Schlein (1930–1944), jüdischer Widerstandskämpfer
- Mordechai Segev, israelischer Physiker
- Mordechai Sheinkman (* 1926), israelischer Komponist
- Mordechai Spektor (1858–1925), Schriftsteller der jiddischen Sprache
- Mordechai Spiegler (* 1944), israelischer Fußballspieler und -trainer
- Mordechai Strigler († 1998), jiddischer Schriftsteller, Essayist und Journalist
- Mordechai Tenenbaum, jüdischer Widerstandskämpfer während des Zweiten Weltkriegs
- Mordechai Vanunu (* 1954), israelischer Nukleartechniker
- Mordechai Virshubski (1930–2012), deutsch-israelischer Rechtsanwalt und Politiker (Meretz)
- Mordechai Wetzlar (1801–1878), deutscher Rabbiner
- Mordechai Zemach (1502–1591), Prager Buchdrucker
- Mordechai Zipori (1924–2017), israelischer Politiker

Weiterer Vorname
- Avraham Mordechai Alter (1866–1948), vierter Gerrer Rebbe
- Victor Mordechai Goldschmidt (1853–1933), deutscher Mineraloge
- Fritz Mordechai Kaufmann (1888–1921), deutscher Essayist und Autor zur jüdischen Folklore
- Jiří Mordechai Langer (1894–1943), tschechoslowakischer Schriftsteller
- Jehoschua Mordechai Lifschitz (1829–1878), Lexikograph und Linguist, Theoretiker der jiddischen Bewegung